# Luis Gerónimo López
Luis Gerónimo López Seimandi (Córdoba, Argentina, 19 de mayo de 1945 - Bogotá, Colombia, 26 de noviembre de 2020) fue un futbolista argentino nacionalizado colombiano. Jugaba como arquero y es considerado uno de los mejores arqueros de la historia de Santa Fe de Colombia.

## Trayectoria

### Inicios
Luis Gerónimo López nació en la ciudad de Córdoba, Argentina, y empezó a jugar fútbol siendo un niño. A los 12 años se fue a jugar a las inferiores del Club Almagro, de la ciudad de Buenos Aires. De allí pasó a la novena división de River Plate en 1959.

### River Plate
En las inferiores del equipo "Millonario", tuvo destacadas actuaciones por lo que fue llamado para la nómina profesional y debutó en un partido amistoso en 1961 contra el Stoke City de Inglaterra. En River, estuvo desde ese año hasta 1963. En su paso por River, jugó algunos partidos y aprendió mucho de Amadeo Carrizo. 

### Argentinos Juniors
En el año 1967, salió de River Plate para jugar en Argentinos Juniors. En Argentinos, López empezó a jugar con regularidad, y con el paso del tiempo se hizo un hueco en el once titular, llegando a tener grandes partidos por lo que se convirtió en figura. Su etapa en Argentinos Juniors, fue hasta el año 1971, donde fue al Celta de Vigo, donde duró algunos meses a prueba.

### Deportivo Municipal
Luego de su gran etapa en Argentinos Juniors, López se fue a probar en el Celta de Vigo de España, donde jugó algunos amistosos. Luego, regresó a Argentina, donde hizo que la Agremiación de futbolistas le dio la carta de libertad y fue al Deportivo Municipal de Perú por recomendación de su amigo, el arquero Horacio Ballesteros. En el equipo de la ciudad de Lima, fue titular y tuvo grandes partidos en una campaña donde el "Muni", estuvo entre los mejores del Campeonato Peruano. A finales de 1973, fue contactado por su compatriota Osvaldo Panzutto, que le dijo que un equipo colombiano estaba interesado en él. 

### Santa Fe
Luego de la llamada de Osvaldo Panzutto, se encontró con él en el Aeropuerto de Lima, y pone rumbo a la ciudad de Bogotá, capital de Colombia. Al llegar a Bogotá, se encontró con Samuel Calderón, integrante de la junta, y tuvo varias reuniones con el presidente del equipo Guillermo "La Chiva" Cortés. En las reuniones, no llegaron a ningún acuerdo, por lo que el argentino estuvo a punto de volver a Perú. Sin embargo, lo llamaron para que jugara en un partido amistoso contra el América de Río de Janeiro. En ese partido, tuvo una destacada actuación, por lo que decidieron finalmente contratarlo. Así, en 1974 debutó con la camiseta cardenal, y rápidamente se hizo un lugar en la nómina titular. A final de año, Santa Fe terminó sexto, y la directiva terminó cambiando al técnico yugoslavo Dussan Nenkovic por el chileno Francisco "Pancho" Hormazábal. Bajo la dirección del chileno, Independiente Santa Fe se coronó por sexta vez en su historia con grandes jugadores como los colombianos Alfonso Cañón, Ernesto "El Teto" Díaz, Alonso "El Cachaco" Rodríguez, y los argentinos Juan Carlos Sarnari y Carlos Alberto Pandolfi, teniendo también a Luis Gerónimo entre las figuras. Así, el arquero argentino entró en la historia del conjunto albirrojo, del Fútbol Profesional Colombiano y se convirtió en ídolo de la hinchada santafereña. Al año siguiente, jugaría la Copa Libertadores, y a final del año deja Santa Fe para jugar en el Deportivo Pereira luego de 112 partidos jugados. Así, deja al club donde pasó a la historia, fue campeón y se convirtió en ídolo.

### Deportivo Pereira
Deportivo Pereira en donde defiende el arco por seis meses.

### Selección Colombia, Millonarios, Nacional, Medellín y Quindío
Al obtener la nacionalidad colombiana, López es convocado por el técnico de la selección Colombia Blagoje Vidinić para disputar las eliminatorias al Mundial 1978, jugando 4 partidos internacionales y 1 partido amistoso. En 1978 es contratado por Millonarios, obteniendo el título del Campeonato colombiano 1978. Allí permanece dos años sumado 77 partidos jugados (71 por liga y 6 por libertadores) y en 1980 es transferido al Atlético Nacional y posteriormente al Independiente Medellín. Finalmente pasa al Deportes Quindío en 1982, año en el cual termina su actividad profesional.
En la primera división de Colombia disputó 309 partidos.

### Después del retiro y fallecimiento
Tras su retiro como jugador, se dedica a la preparación de arqueros en Bogotá, ciudad en donde se establece en forma definitiva. En el último tramo de su carrera como formador estuvo vinculado al fútbol femenino por más de 6 años. 
En 2008 se le diagnosticó un cáncer en el hígado al cual venció, pero en el 2020 volvió a recaer en la enfermedad y fallece el 26 de noviembre de 2020, dejando un legado en el fútbol colombiano.

## Clubes
| Club                   | País      | Año         | PJ  |
| ---------------------- | --------- | ----------- | --- |
| River Plate            | Argentina | 1963 - 1966 |     |
| Argentinos Juniors     | Argentina | 1967 - 1971 | 97  |
| Celta de Vigo          | España    | 1971        |     |
| Deportivo Municipal    | Perú      | 1971 - 1973 |     |
| Santa Fe               | Colombia  | 1974 - 1976 | 119 |
| Deportivo Pereira      | Colombia  | 1977        |     |
| Millonarios            | Colombia  | 1978 - 1979 | 77  |
| Atlético Nacional      | Colombia  | 1980        | 18  |
| Independiente Medellín | Colombia  | 1980 - 1981 |     |
| Deportes Quindío       | Colombia  | 1982        |     |

## Palmarés

### Campeonatos nacionales
| Título           | Club        | País     | Año  |
| ---------------- | ----------- | -------- | ---- |
| Primera División | Santa Fe    | Colombia | 1975 |
| Primera División | Millonarios | Colombia | 1978 |